# Ohridavtalet
Ohridavtalet är ett ramavtal som undertecknades den 13 augusti 2001 av Makedoniens president Boris Trajkovski, etniska makedonska och etniska albanska politiska ledare ingående i den makedoniska regeringen samt företrädare för EU och USA. Avtalet framförhandlades i staden Ohrid med EU:s och USA:s hjälp och avslutade den väpnade konflikten i Makedonien. Överenskommelsen påkallade genomförande av konstitutionella och lagstiftnings- ändringar, som grund för förbättrade medborgerlig rättighet för minoritetsgrupper i landet, i synnerhet för den albanska befolkningen.